# Далькендорф
Далькендорф (нем. Dalkendorf) — община в Германии, в земле Мекленбург — Передняя Померания. 
Входит в состав района Гюстров. Подчиняется управлению Мекленбургише Швайц. Население составляет 307 человек (2009); в 2003 г. - 327. Занимает площадь 15,30 км².